# 아쿠아 비르고

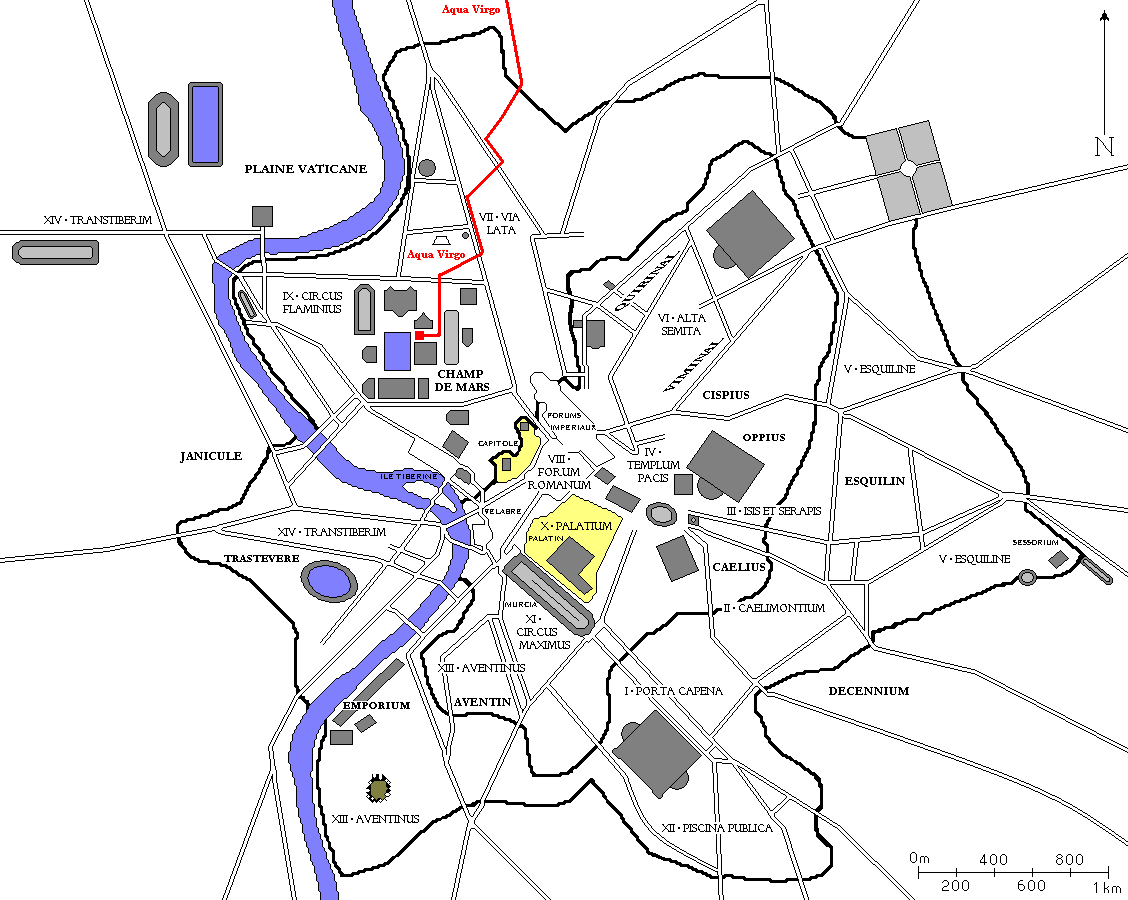
로마 지도에 표시된 아쿠아 비르고의 경로(빨강).

아쿠아 비르고(라틴어:Aqua Virgo)는 고대 로마 시에 공급하던 11개의 로마의 수도교 중 하나였다. 이 수도는 로마 제국의 몰락과 함께 사용하지 않게 되었으나, 천 년 가까이 지난 후 르네상스 시대 동안 완전히 복원되어 오늘날의 모습인 아쿠아 베르지네로 사용되었다.
아쿠아 비르고는 아우구스투스 재위 기간인 기원전 19년 마르쿠스 아그리파에 의해 완공되었다. 클라우디우스는 복구를 통해 수도의 수명을 더 오래 유지시켰다. 아쿠아 비르고의 수원지는 비아 프라이네스티나에서 3km 정도 떨어진 비아 콜라티나의 8번째 이정표 부근에 있었다. 프로티누스가 인용한 구전에 따르면, 목마른 로마 병사들이 한 어린 소녀에게 물을 달라고 부탁했다. 그 소녀는 샘으로 그들을 안내했고 나중에 그 샘은 수도로 물을 공급하게 되었다. 그 샘은 소녀의 이름을 따서 아쿠아 비르고라고 붙여졌다.
아쿠아 비르고는 20km 이상의 거리를 따라 로마 내 캄푸스 마르티우스의 중심까지 불과 4m 높이로 흘러갔다. 그 높이 덕분에 아쿠아 비르고는 매일 100,000m³이상의 물을 공급할 수 있었다. 수도 거리 중 거의 전체가 지하에 뻗어 있었다. 프로코피우스에 따르면, 537년 로마를 포위한 고트 족들은 이 지하 통로를 로마 침략을 위한 비밀 경로로 사용하려고 시도했다.
아쿠아 비르고는 로마 제국의 몰락과 함께 쇠퇴한 뒤, 8세기에 교황 하드리아노 1세에 의해 수리되었다. 복구가 완료되고 수원지와 종착지점을 각각 핀초 산에서 퀴리날레 및 캄포 마르초 내부로 바꾸는 대대적인 개조가 이루어짐에 따라서 1453년, 교황 니콜라오 5세는 아쿠아 비르고를 아쿠아 베르지네 (Acqua Vergine)로 성헌했다.

## 같이 보기

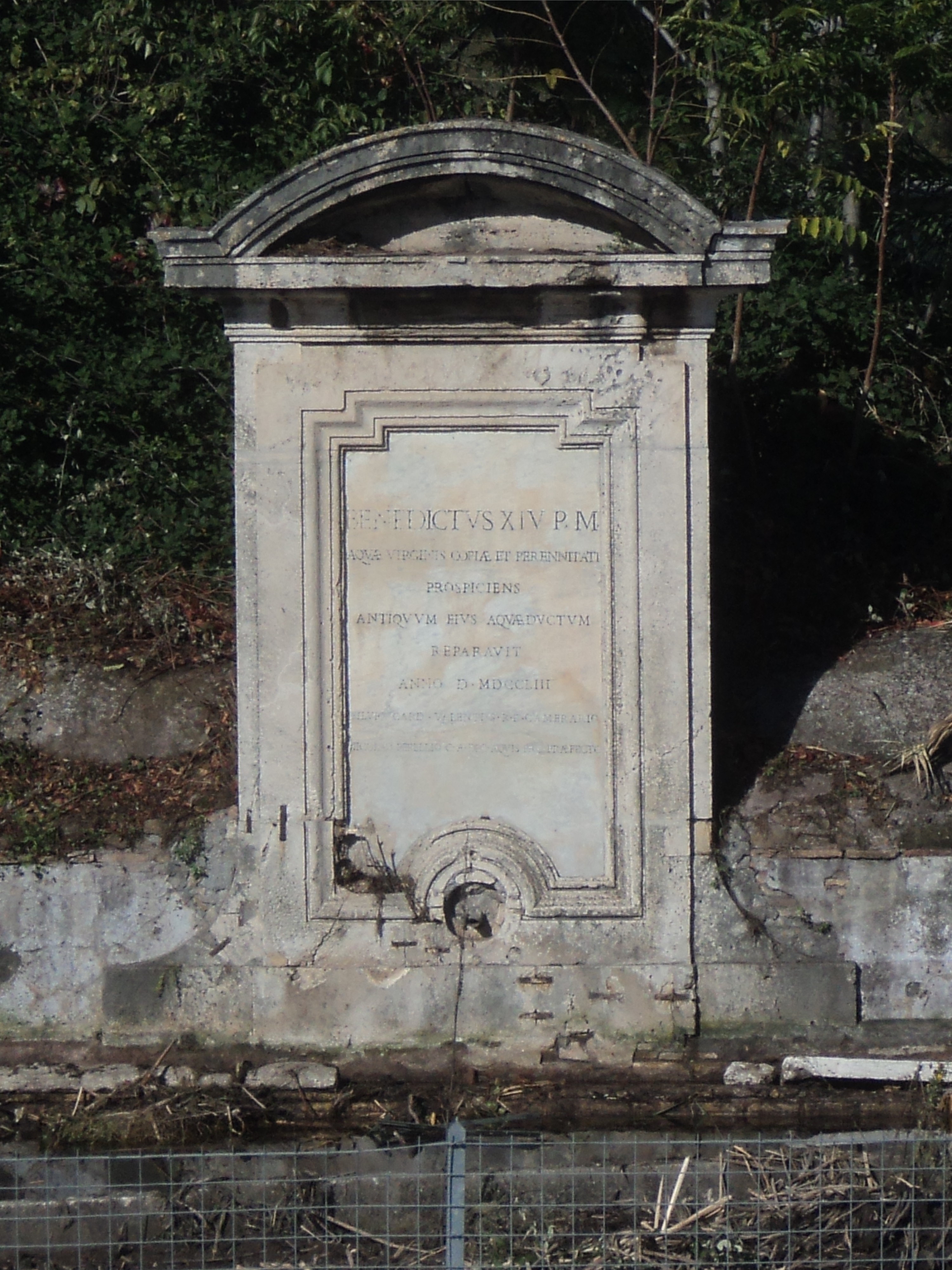
수도에 있는 오래된 분수

- 로마의 수도교